# 靛蓝维达雀
靛蓝维达雀（学名：Vidua chalybeata），是雀形目维达雀科的一种鸟类。
靛蓝维达雀体重约12.5克，翼长约63.8毫米，喙宽度约3.9毫米，喙厚度约5.4毫米，嘴峰长约10.1毫米，跗蹠长约13.3毫米，尾长约40.2毫米。
靛蓝维达雀是留鸟，栖息在灌木林，它们是植食性动物，主要以植物的种子或坚果为食。

## 亚种
- Vidua chalybeata chalybeata，分布在塞内加尔至廷巴克图和马里。
- Vidua chalybeata neumanni，分布在马里东部、科特迪瓦北部和布基纳法索东部，以及苏丹和南苏丹。
- Vidua chalybeata ultramarina，分布在厄立特里亚和埃塞俄比亚。
- Vidua chalybeata centralis，分布在刚果民主共和国东部至乌干达、卢旺达、肯尼亚和坦桑尼亚西部。
- Vidua chalybeata okavangoensis，分布在安哥拉至博茨瓦纳、纳米比亚北部和赞比亚西部。
- Vidua chalybeata amauropteryx，分布在从索马里南部到南非一带的区域内。[4]